# Hansabucht (Yule Bay)
Die Hansabucht ist eine Nebenbucht der Yule Bay an der Pennell-Küste des ostantarktischen Viktorialands. Sie liegt südlich des Missen Ridge und westlich des Bates Point.
Wissenschaftler der deutschen Expedition GANOVEX I (1979–1980) nahmen ihre Benennung vor. Namensgeberin ist die Reederei DDG „Hansa“, Eignerin des Expeditionsschiffes Schepelsturm.